# أزار شيفا
أزار شيفا (بالفارسية: آذر شیوا) هي ممثلة إيرانية، ولدت في 1940 في طهران في إيران.

## وصلات خارجية
- أزار شيفا على موقع IMDb (الإنجليزية)
- أزار شيفا على موقع كينوبويسك (الروسية)